# Бијенале у Венецији
Бијенале у Венецији (итал. Biennale di Venezia) је интердисциплинарна изложба савремене уметности која се одржава сваке две године. Од својих почетака који сежу у 19. век представљао је свету ликовне уметности најпознатије сликаре, графичаре, вајаре и њихова дела. Временом су додате изложбе филма (Венецијански филмски фестивал), архитектуре, позоришта и музике. Последња допуна је изложба савременог плеса која је додата у шему бијенала 1999. године.
Бијенале је културни догађај светског значаја, са нагласком на презентацију нација, њихових посебности и значајне индивидуалности. Данас, бијенале обухвата 30 сталних павиљона у парку Ђардини. Земље које немају сталне павиљоне корист привремене павиљоне у венецијанском Арсеналу.

## Историја
Први бијенале је одржан 1885. године, заслугом градоначелника Венеције, Ричарда Севастикова. Године 1895, бијенале је одржан у част склапања брака између краља Умберта и краљице Маргарите Савојске, са темом најсавременијих активности духа.
У време сецесије, један од главних циљева бијенала је био информисање светске јавности о владајућим трендовима у уметности , пре свега декоративног орнамента као доминирајућег елемента. Временом бијенале поприма међународни карактер. Први национални павиљон, белгијски, је изграђен 1907. године, да би се до Првог светског рата број павиљона повећао на седам. Након белгијског и италијанског павиљона, 1909. године се граде мађарски, немачки, и енглески павиљони. Француски павиљон је додат 1912. године и руски павиљон 1914. године.
Једна од кључних година јесте 1930. година, када бијенале прелази под контролу фашистичке партије, која је инвестирала додатна средства, која су омогућила проширење бијенала филмском, позоришном и музичком секцијом. Међународна изложба филма је одржана први пут 1932. године, а две године касније додат је и позоришни фестивал.
У раздобљу између два рата значајни великани ликовне уметности који су излагали на бијеналу су Густав Климт, Огист Реноар и Гистав Курбе. Значајан изузетак је био Пабло Пикасо, наводно због потенцијала да шокира јавно мнење, који је први пут излагао на бијеналу 1948. године.
За време Другог светског рата бијенале није одржаван, и обновљен је 1948. године, када је главни догађај био излагање збирке Пеги Гугенхајм. У послератним годинама, пажња уредника бијенала је била усмерена пре свега на европску авангардну уметност а касније и на светски апстрактни експресионизам (Жорж Брак, Анри Матис, Џексон Полок и други) и поп-арт 60–тих (Роберт Раушенберг).
Политичка збивања 1960-их и 1970-их нису заобишла бијенале, који је 1968. године био обележен кризом због недодељивања признања победницима појединих дисциплина, а 1974. године је био у потпуности посвећен Чилеу као вид протеста против владавине диктатора Аугустоа Пиночеа.
Година 1980. је донела проширење бијенала на архитектуру. Тема архитектонског бијенала 2006. године је била представљање градова, са нагласком на промене у савременим градова и рушење информационих и физичких баријера. Тринаести бијенале архитектуре је обележен темом Заједничка основа, коју је изабрао Дејвид Чиперфилд.

## Галерија
- Главни улаз у парк Ђардини
- Детаљ са изложбе